# Ronde van Chongming 2024
De Ronde van Chongming 2024 was de vijftiende editie van deze rittenkoers georganiseerd op het eiland Chongming, nabij Shanghai in China, die net als de voorgaande edities deel uitmaakt van de UCI Women's World Tour 2024 en die van 15 tot en met 17 oktober werd verreden. Titelverdedigster Chiara Consonni nam niet deel, omdat zij op dat moment deelnam aan het WK baanwielrennen. De Poolse Marta Lach won twee etappes en daarmee ook het eind- en puntenklassement. De eerste etappe werd gewonnen door haar ploeggenote Mylène de Zoete. Hun ploeg Ceratizit-WNT won het ploegenklassement en in de tweede etappe werd het volledige podium bezet door deze ploeg. Het berg- en jongerenklassement gingen naar Anne Knijnenburg en Scarlett Souren van VolkerWessels.

## Deelnemende ploegen
Vier van de vijftien World Tourteams nemen deel, aangevuld met dertien continentale ploegen en de nationale selectie van China. Onder de deelnemende ploegen waren het Nederlandse VolkerWessels en het Belgische Lotto Dstny Ladies. Er deden negen Nederlandse en vier Belgische rensters mee.
| UCI-World Tourteams                                    | UCI-Continental teams | UCI-Continental teams | Selecties |
| ------------------------------------------------------ | --- | --- | --------- |
| Ceratizit-WNT Human Powered Health Roland UAE Team ADQ | ARA-Skip Capital Bodywrap LTwoo BTC City Ljubljana Zhiraf Ambedo China Liv Pro Cycling Coop-Hitec Products Dukla Praha HKSI Pro Cycling Team | Laboral Kutxa-Fundación Euskadi Li Ning Star Ladies Lotto Dstny Ladies Thailand Women's Cycling Team VolkerWessels Winspace | China     |

## Etappe-overzicht
| etappe | datum      | start     | finish    | profiel    | afstand  | winnaar         | klassementsleider |
| ------ | ---------- | --------- | --------- | ---------- | -------- | --------------- | ----------------- |
| 1e     | 15 oktober | Chongming | Chongming | Vlakke rit | 108,9 km | Mylène de Zoete | Mylène de Zoete   |
| 2e     | 16 oktober | Changxing | Chongming | Vlakke rit | 129 km   | Marta Lach      | Mylène de Zoete   |
| 3e     | 17 oktober | Chongming | Chongming | Vlakke rit | 111,4 km | Marta Lach      | Marta Lach        |

## Etappes

### 1e etappe
| Chongming Island naar Chongming Island (108,9 km) |                   |                                 |          |
| Plaats                                            | Naam              | Ploeg                           | Tijd     |
| Winnaar                                           | Mylène de Zoete   | Ceratizit-WNT                   | 2u29'07" |
| 2                                                 | Tereza Neumanová  | UAE Team ADQ                    | z.t.     |
| 3                                                 | Silvia Zanardi    | Human Powered Health            | z.t.     |
| 4                                                 | Sofie van Rooijen | VolkerWessels                   | z.t.     |
| 5                                                 | Scarlett Souren   | VolkerWessels                   | z.t.     |
| 6                                                 | Wenjia Qi         | Bodywrap LTwoo                  | z.t.     |
| 7                                                 | Laura Tomasi      | Laboral Kutxa-Fundación Euskadi | z.t.     |
| 8                                                 | Karolina Kumiega  | UAE Team ADQ                    | z.t.     |
| 9                                                 | Camilla Rånes Bye | Coop-Hitec Products             | z.t.     |
| 10                                                | Lucinda Stewart   | ARA-Skip Capital                | z.t.     |

| Algemeen klassement |                       |                                 |          |
| Plaats              | Naam                  | Ploeg                           | Tijd     |
| Gele trui           | Mylène de Zoete       | Ceratizit-WNT                   | 2u28'54" |
| 2                   | Tereza Neumanová      | UAE Team ADQ                    | + 7"     |
| 3                   | Silvia Zanardi        | Human Powered Health            | + 9"     |
| 4                   | Marta Lach            | Ceratizit-WNT                   | z.t.     |
| 5                   | Sofie van Rooijen     | VolkerWessels                   | + 11"    |
| 6                   | Scarlett Souren       | VolkerWessels                   | z.t.     |
| 7                   | Kathrin Schweinberger | Ceratizit-WNT                   | + 12"    |
| 8                   | Wenjia Qi             | Bodywrap LTwoo                  | + 13"    |
| 9                   | Laura Tomasi          | Laboral Kutxa-Fundación Euskadi | z.t.     |
| 10                  | Karolina Kumiega      | UAE Team ADQ                    | z.t.     |

### 2e etappe
| Changxing Island - Chongming Island (128,6 km) |                       |                                 |          |
| Plaats                                         | Naam                  | Ploeg                           | Tijd     |
| Winnaar                                        | Marta Lach            | Ceratizit-WNT                   | 3u23'05" |
| 2                                              | Mylène de Zoete       | Ceratizit-WNT                   | z.t.     |
| 3                                              | Kathrin Schweinberger | Ceratizit-WNT                   | z.t.     |
| 4                                              | Alba Teruel           | Laboral Kutxa-Fundación Euskadi | z.t.     |
| 5                                              | Maggie Coles-Lyster   | Roland                          | z.t.     |
| 6                                              | Silvia Zanardi        | Human Powered Health            | z.t.     |
| 7                                              | Karolina Kumiega      | UAE Team ADQ                    | z.t.     |
| 8                                              | Jutatip Maneephan     | Thailand Women's Team           | z.t.     |
| 9                                              | Tereza Neumanová      | UAE Team ADQ                    | z.t.     |
| 10                                             | Sylvie Swinkels       | Roland                          | z.t.     |

| Algemeen klassement |                       |                      |          |
| Plaats              | Naam                  | Ploeg                | Tijd     |
| Gele trui           | Mylène de Zoete       | Ceratizit-WNT        | 5u51'53" |
| 2                   | Marta Lach            | Ceratizit-WNT        | + 3"     |
| 3                   | Tereza Neumanová      | UAE Team ADQ         | + 13"    |
| 4                   | Kathrin Schweinberger | Ceratizit-WNT        | z.t.     |
| 5                   | Sofie van Rooijen     | VolkerWessels        | + 14"    |
| 6                   | Silvia Zanardi        | Human Powered Health | + 15"    |
| 7                   | Scarlett Souren       | VolkerWessels        | z.t.     |
| 8                   | Tamara Dronova        | Roland               | + 16"    |
| 9                   | Hanna Tserah          | BTC City Ljubljana   | + 18"    |
| 10                  | Karolina Kumiega      | UAE Team ADQ         | + 19"    |

### 3e etappe
| Chongming Island naar Chongming Island (118,4 km) |                       |                      |          |
| Plaats                                            | Naam                  | Ploeg                | Tijd     |
| Winnaar                                           | Marta Lach            | Ceratizit-WNT        | 2u40'39" |
| 2                                                 | Scarlett Souren       | VolkerWessels        | z.t.     |
| 3                                                 | Sofie van Rooijen     | VolkerWessels        | z.t.     |
| 4                                                 | Silvia Zanardi        | Human Powered Health | z.t.     |
| 5                                                 | Tereza Neumanová      | UAE Team ADQ         | z.t.     |
| 6                                                 | Kathrin Schweinberger | Ceratizit-WNT        | z.t.     |
| 7                                                 | Kristýna Burlová      | Team Dukla Praha     | z.t.     |
| 8                                                 | Daria Pikulik         | Human Powered Health | z.t.     |
| 9                                                 | Mieke Docx            | Lotto Dstny Ladies   | z.t.     |
| 10                                                | Anna van Wersch       | Lotto Dstny Ladies   | z.t.     |

| Algemeen klassement |                       |                      |          |
| Plaats              | Naam                  | Ploeg                | Tijd     |
| Gele trui           | Marta Lach            | Ceratizit-WNT        | 8u32'24" |
| 2                   | Mylène de Zoete       | Ceratizit-WNT        | + 8"     |
| 3                   | Scarlett Souren       | VolkerWessels        | + 14"    |
| 4                   | Sofie van Rooijen     | VolkerWessels        | + 15"    |
| 5                   | Tereza Neumanová      | UAE Team ADQ         | + 19"    |
| 6                   | Kathrin Schweinberger | Ceratizit-WNT        | z.t.     |
| 7                   | Silvia Zanardi        | Human Powered Health | + 23"    |
| 8                   | Tamara Dronova        | Roland               | + 24"    |
| 9                   | Anne Knijnenburg      | VolkerWessels        | z.t.     |
| 10                  | Nela Slaníková        | Team Dukla Praha     | + 25"    |

## Klassementenverloop
De gele trui wordt uitgereikt aan de rijdster met de laagste totaaltijd.
 De groene trui wordt uitgereikt aan de rijdster met de meeste punten van de etappefinishes en tussensprints.
 De bolletjestrui wordt uitgereikt aan de rijdster met de meeste behaalde punten uit bergtop passages (meestal uitgereikt op bruggen).
 De witte jongerentrui wordt uitgereikt aan de eerste rijdster tot 23 jaar in het algemeen klassement.
 De blauwe trui voor beste Aziatische wordt uitgereikt aan de eerste Aziatische rijdster in het algemeen klassement.
| Etappe         | Winnaar         | Algemeen klassement | Puntenklassement | Bergklassement   | Jongerenklassement | Beste Aziatische  | Ploegenklassement |
| -------------- | --------------- | ------------------- | ---------------- | ---------------- | ------------------ | ----------------- | ----------------- |
| 1              | Mylène de Zoete | Mylène de Zoete     | Mylène de Zoete  | Karolina Kumiega | Sofie van Rooijen  | Wenjia Qi         | VolkerWessels     |
| 2              | Marta Lach      | Mylène de Zoete     | Mylène de Zoete  | Karolina Kumiega | Sofie van Rooijen  | Jutatip Maneephan | Ceratizit-WNT     |
| 3              | Marta Lach      | Marta Lach          | Marta Lach       | Anne Knijnenburg | Scarlett Souren    | Jutatip Maneephan | Ceratizit-WNT     |
| Eindklassement | Eindklassement  | Marta Lach          | Marta Lach       | Anne Knijnenburg | Scarlett Souren    | Jutatip Maneephan | Ceratizit-WNT     |